# Webster County, Nebraska
Webster County är ett administrativt område i delstaten Nebraska, USA, med 3 812 invånare. Den administrativa huvudorten (county seat) är Red Cloud.

## Geografi
Enligt United States Census Bureau har countyt en total area på 1489 km². 1489 km² av den arean är land och 0 km² är vatten.

### Angränsande countyn
- Adams County - norr
- Clay County - nordost
- Nuckolls County - öster
- Jewell County - sydost
- Smith County - sydväst
- Franklin County - väster
- Kearney County - nordväst